# Chang Loo
Pour les articles homonymes, voir Chang.
Dans ce nom, le nom de famille, Chang, précède le nom personnel.
Chang Loo (chinois : 張露) était une chanteuse chinoise, née le 21 janvier 1932 à Suzhou en Chine, morte le 26 janvier 2009 à Hong Kong.

## Biographie
Chang Loo est née à Suzhou en 1932. Sa famille s'installe ensuite à Shanghai. C'est là qu'elle devint une vedette de la chanson à partir des années 1940. Elle émigra à Hong Kong en 1952 et se maria avec le musicien Ollie Delfino à la fin des années 1950. Elle a deux enfants, Orlando et Alex To (en). Ce dernier est lui-même chanteur.

## Carrière
Chang Loo débuta à la radio dans les années 1940 avec des reprises des chansons de Zhou Xuan. L'un de ses plus grands succès est une reprise de Seven Lonely Days (en). Elle mit fin à sa carrière en 1975.